# Darnacolheta
Dernaculheta (en francès Dernacueillette) és un municipi de França de la regió d'Occitània, al departament de l'Aude.